# Oleksandr Hončenkov
Oleksandr Anatolijovič Hončenkov (in ucraino Олександр Анатолійович Гонченков?, in russo Александр Анатольевич Гонченков?; Leopoli, 14 aprile 1970) è un ex ciclista su strada e pistard ucraino con cittadinanza russa.
Di passaporto ucraino e russo, fu professionista dal 1993 al 2000, vincendo una tappa al Giro d'Italia 1996.

## Carriera
Da dilettante si dedicò soprattutto alla pista, nella specialità dell'inseguimento a squadre. In questa specialità nel 1988 vinse i campionati sovietici e i campionati del mondo nella categoria juniores, mentre nel 1990, da Dilettante, fu secondo ai campionati sovietici e primo ai campionati del mondo. Nel 1992 partecipò quindi ai Giochi olimpici di Barcellona 1992 con la Squadra Unificata, ottenendo un sesto posto nell'inseguimento a squadre e un undicesimo nell'individuale.
Dopo un anno da dilettante in Italia, passò al professionismo nel 1993 con la Lampre-Polti, dedicandosi soprattutto alle competizioni su strada; già al primo anno concluse terzo alla Parigi-Tours.
Nel 1996 si trasferì all'italo-russa Roslotto-ZG Mobili. Con questa squadra fu protagonista di un biennio di buoni risultati, vincendo al primo anno una tappa al Tour de Romandie e una al Giro d'Italia, e al secondo una tappa al Tour Méditerranéen e una al Giro di Sardegna, il Gran Premio Città di Camaiore e il Giro dell'Emilia. Nel 1996 fu anche secondo alla Tirreno-Adriatico e alla Milano-Sanremo, ottavo al Giro delle Fiandre, settimo alla Freccia Vallone, quarto all'Amstel Gold Race e secondo al Tour de Romandie, mentre nel 1997 concluse secondo alla Clásica San Sebastián e quinto al Grand Prix de Ouest-France.
Passato alla neonata Ballan nel 1998, vinse due corse, una tappa alla Quatre Jours de Dunkerque nel 1998 e una tappa al Giro del Trentino nel 1999. Concluse la carriera professionistica a fine 2000. In carriera partecipò anche a quattro edizioni del Giro d'Italia, quattro del Tour de France e una del campionato del mondo, nel 1997, in rappresentanza della Russia.

## Palmarès

### Pista
- 1988 (Juniores)

Campionati russi, Inseguimento a squadre Juniores (con Evgenij Berzin, Niklas Ziplauskas e Dmitrij Neljubin)
Campionati del mondo, Inseguimento a squadre Juniores (con Valerij Baturo, Evgenij Anačkin e Dmitrij Neljubin)
- 1990 (Dilettanti)

Campionati del mondo, Inseguimento a squadre (con Evgenij Berzin, Valerij Baturo e Dmitrij Neljubin)

### Strada
- 1992 (Dilettanti)

Coppa Mobilio Ponsacco (cronometro)
Coppa Caivano
- 1996

4ª tappa Tour de Romandie (Martigny > Les Diablerets)
16ª tappa Giro d'Italia (Aosta > Losanna)
- 1997

5ª tappa Tour Méditerranéen (Hyères > Marsiglia)
3ª tappa Giro di Sardegna (Oristano > Alghero)
Gran Premio Città di Camaiore
Giro dell'Emilia
- 1998

3ª tappa, 1ª semitappa Quatre Jours de Dunkerque (Haucourt-sur-Somme > Boulogne-sur-Mer)
- 1999

4ª tappa Giro del Trentino (Riva del Garda > Arco)

## Piazzamenti

### Grandi Giri
- Giro d'Italia

1993: non partito (18ª tappa)
1996: 30º
1998: ritirato (16ª tappa)
1999: ritirato (14ª tappa)
- Tour de France

1994: non partito (2ª tappa)
1995: 96º
1996: non partito (6ª tappa)
1997: squalificato (15ª tappa)

### Classiche monumento
- Milano-Sanremo

1994: 146º
1995: 60º
1996: 2º
1999: 11º
- Giro delle Fiandre

1994: 67º
1995: 39º
1996: 8º
1997: 79º
- Liegi-Bastogne-Liegi

1994: 20º
1998: 94º

### Competizioni mondiali
- Mondiali su pista

Gand 1988 - Inseg. a sq. juniores: vincitore
Maebashi 1990 - Inseg. a squadre: vincitore
- Mondiali su strada

San Sebastián 1997 - In linea Elite: ritirato
- Giochi olimpici

Barcellona 1992 - Inseg. individuale: 11º
Barcellona 1992 - Inseg. a squadre: 6º